# De rebus Hispaniae
De rebus Hispaniae (Das coisas de Hispânia) ou História gótica é uma história da Península Ibérica escrita em latim pelo arcebispo de Toledo Rodrigo Jiménez de Rada na primeira metade do século XIII por encomenda do rei Fernando III.
De rebus Hispaniae consta de nove livros, que recolhem as crônicas da Península desde os primeiros povos até 1243. Jiménez de Rada empregou pela primeira vez na historiografia hispânica a ajuda das fontes do Al-Andalus e desenvolveu uma visão de conjunto de todos os territórios peninsulares, tanto os reinos de Aragão, Navarra e Portugal quanto os de Castela, Leão e os seus antecessores, os reis asturianos. Dedica uma grande parte ao domínio do reino visigodo; o título do capítulo, historia gothica, tornou-se extensivo ao conjunto. As outras seções tratam dos diversos povos da Península: romanos, ostrogodos, hunos, vândalos, suevos, alanos, árabes, etc.
Esta obra teve grande aceitação e foi traduzida para várias línguas romances. Durante séculos foi uma fonte crucial para o estudo da história da Espanha.